# 格洛克25手槍
格洛克25（Glock 25）是由奧地利格洛克（Glock）公司設計及生產的手枪，是格洛克19的.380 ACP口徑版本，標凖彈匣為15發。

## 設計
格洛克25是特別針對歐洲市場而設計及生產，並在1991年展出。
因為1968年槍支管制法（簡稱：GCA／GCA68）主要是針對禁止民用市場擁有可發射軍用彈藥的槍械，因此格洛克25和它的袖珍型格洛克28並沒有在美國上市，而墨西哥有裝備SDN版本。
由於彈藥的後座力相對於其他的格洛克手槍較弱，因此手槍具有後膛解鎖和採用直接後座作用的套筒操作。這種操作方法需要修改槍管表面上的鎖以及重新設計的前鎖塊。

## 衍生型

### 格洛克25 SDN
格洛克25 SDN（SDN，意為：國防秘書）是格洛克25向墨西哥執法機關出售的版本，套筒上刻上的字改為S. D. N. MEXICO DF。

## 使用國
- 墨西哥

## 資料來源
1. ↑  .   [2009-03-14]. （原始内容存档于2021-01-18）.
2. ↑  .   [2009-04-19]. （原始内容存档于2008-06-22）.

## 外部連結
- （英文）—格洛克公司主頁（页面存档备份，存于）
- （英文）—Military, Security and Civilian Guns and Equipment—Glock 25 （页面存档备份，存于）
- （简体中文）—D Boy Gun World（GLOCK 25） （页面存档备份，存于）